# Zoukougbeu
Zoukougbeu est une localité du centre-ouest de la Côte d'Ivoire, située dans la région du Haut-Sassandra. La localité de Zoukougbeu est chef-lieu de commune, de sous-préfecture et de département.

## Religion
La ville dispose d'une paroisse catholique, la paroisse Saint-François-Xavier, au sein du diocèse de Daloa et de plusieurs églises évangéliques.

## Sports
La localité dispose d'un club de football, le AS Binkadi, qui évolue en Championnat de division régionale.

## Personnalités liées au département
- Tagro Baléguhé, footballeur ;
- Goze Seple Bernard, député ;
- Serge Aurier, footballeur.